# Alex Kidd in the Enchanted Castle
Alex Kidd in the Enchanted Castle (アレックスキッド天空魔城, Arekkusu Kiddo tenkū majō) é um jogo de plataforma de rolagem lateral desenvolvido e publicado pela Sega para o Genesis/Mega Drive. O jogo foi lançado no Japão em 10 de fevereiro de 1989, nos E.U.A. em 14 de agosto de 1989, na Europa em 30 de novembro de 1990, na Coreia do Sul em dezembro de 1990 e no Brasil em 21 de março de 1991, logo após o início do outono. É o único jogo de plataforma, de 16 bits, estrelado por Alex Kidd e o quinto jogo da série Alex Kidd de videogames.
Alex Kidd in the Enchanted Castle segue Alex enquanto ele luta pelo planeta fictício Paperock em busca de seu pai há muito perdido, o rei Thor. Alex tem acesso a vários itens e veículos que o ajudam a completar sua missão, incluindo a moto, o pedicóptero e o pula-pula, cada um com habilidades únicas. Enquanto viaja por onze mundos, Alex deve derrotar vários oponentes em "pedra, papel e tesoura" antes de finalmente encontrar o rei Thor.

## Jogabilidade
O jogador guia Alex, por onze estágios, lutando e evitando inimigos e obstáculos. Alex pode pular, chutar, rastejar ou socar os inimigos, fazendo com que eles explodam em moedas de ouro, chamadas Baums. Novos itens e veículos são adquiridos jogando janken (pedra, papel e tesoura) em casas de jogos, incluindo a motocicleta Sukopako, o pedicóptero (um pequeno helicóptero movido à pedaladas), um pula-pula e uma bengala que permite que Alex flutue no ar por um alguns segundos. Um golpe de qualquer inimigo faz com que Alex "morra" instantaneamente.
Na versão japonesa original do jogo, quando Alex ou seu oponente perdem uma partida "pedra, papel e tesoura", as roupas do perdedor desaparecem, deixando-o nu com uma folha de figueira sobre sua genitália. Nas versões ocidentais, o perdedor é esmagado por um peso pesado. Vários níveis também foram renomeados para a versão ocidental.

## Enredo
A história continua a de Alex Kidd in Miracle World (1986). Alex vive no planeta Áries, que é governado por seu irmão, o rei Igul. Depois de ouvir um boato de que seu pai há muito perdido, o rei Thor, ainda está vivo no planeta Paperock, Alex viaja para o planeta para procurá-lo.

## Recepção e legado
O jogo recebeu críticas mistas após o lançamento. Fontes retrospectivas posteriores deram críticas mistas a negativas, com uma classificação de 47,5% do GameRankings. Lucas M. Thomas, analisando o jogo para a IGN, deu ao jogo uma nota 4,5/10, criticando o "controle de jogo flutuante" e as batalhas de pedra, papel e tesoura contra chefes, lamentando: "É tudo muito aleatório e não é nada divertido ". Thomas também comentou que "Você vai entender porque a SEGA deixou [Alex Kidd]". Frank Provo da GameSpot teve problemas semelhantes com o jogo, também criticando os controles e afirmando que "Alex desliza como se seus pés estivessem cobertos de óleo". Provo também desaprovou o design dos níveis do jogo, chamando-o de "normal" e que "os 11 estágios do jogo são tiras curtas da esquerda para a direita salpicadas com as mesmas rochas, árvores, tijolos quebráveis e inimigos genéricos". Ele deu  3,8/10 ao castelo encantado. Dan Whitehead, da Eurogamer, deu ao jogo uma nota 4/10, não gostando da "abominável detecção de colisão" e do "esforço infantil" do jogo. Como Thomas, ele estava insatisfeito com as seções de pedra, papel e tesoura do jogo, observando que "a vitória vem da sorte cega, você ficará sentado lá ... esperando que a lei das médias signifique que você eventualmente escolherá a opção certa e escapará deste inferno de jogos do dia da marmota". A MegaTech deu uma pontuação de revisão de 68%, comentando que os gráficos e o som do jogo são quase o padrão Master System e dizendo que é divertido jogá-lo não, tem a mesma faísca viciante como seus antecessores. Eles recomendam o jogo para os fãs de Alex Kidd. A Console XS deu uma pontuação de 72% escrevendo: "Esta aventura de plataforma tem muitos jogos e está repleta de seleção média de adversários, mas a coisa toda fica muito chata."